# 易文
易文（1920年11月26日—1978年3月29日），原名楊彥岐，又名諸葛郎、司馬青杉，是香港著名導演及歌曲填詞家。其父为杨千里，晚清优贡生，曾任教于中国公学，是胡适的老师辈，后从政，其兄弟姐妹包括建筑师杨锡镠，动画制作人杨左匋，企业家杨锡仁，以及费孝通之母杨纫兰。
易文1920年11月26日出生於北京，1925年隨父母遷居於江蘇吳縣，1936年，年僅16歲的他，便編寫第一個劇本《時代中》，但未獲採用，1937年盧溝橋事變，17歲的他與全家遷往上海定居，就讀於上海著名學府聖約翰大學文學系，於1941年以21歲之齡畢業，從1948年開始，他便開始於香港為影片公司編寫劇本，1951年，他便開始以易文作為他的筆名。
1934年2月3日，在上海杨亮功家，易文和胡适有一次会面。其父杨千里让易文拜胡适为师，胡适不敢当，称“千里先生是我师，他的儿子即是我的师弟”。胡适并说“彦岐十三岁，喜欢读文学书，很有天才，他家遗传甚好，定非凡品”。
他是電影導演中寫作歌詞數量最多的一位，主要詞作如《第二春》、《我要飛上青天》、《我愛恰恰》、《青春兒女》等，都是五六十年代中後期的作品。從五十年代開始至七十年代初，他都有歌詞面世。1967年以後，他成為百代唱片公司的合約詞人，詞作數量更多。除導演工作外，易文也從事寫作，並發表散文。他寫詞較常用的筆名是周之源，成為百代合約詞人後，他也用過不少筆名，較常見的有孟如、辛梵、辛夷、丁山、聖木、雲山、余心和早年偶有採用的筆名余懷等。
易文生前喜愛吸煙，1969年初，48歲的他被診斷出他的呼吸系統出現毛病，自此之後，易文的健康狀況開始每下愈況，漸漸轉差，直至1978年3月29日，易文因呼吸系統衰竭而於香港與世長辭，終年57歲。
易文生前編寫劇本共六十多個，執導了共四十多部電影。易文生前作品分別為《空中小姐》﹑《金縷衣》﹑《青春兒女》﹑《快樂天使》﹑《溫柔鄉》等。